# Piotr Arshinov
Piotr Andréievich Arshínov-Marin (Пётр Андре́евич Арши́нов-Ма́рин, en ruso) (1887 -1 de abril de 1940) fue un trabajador de metal procedente de Ucrania, cerrajero de oficio, que en 1904, se unió al Partido Bolchevique cuando trabajaba en los talleres ferroviarios de la ciudad de Kizil donde se dedicó a redactar el periódico ilegal obrero Mólot (Martillo), y se convirtió en anarquista después de la revolución de 1905-06 cuando se trasladó a la ciudad de Ekaterinoslav, en sus propias palabras debido al minimalismo de los bolcheviques, que no se correspondía con las aspiraciones y las esperanzas libertarias e igualitarias de los trabajadores. 
Más tarde fue encarcelado por el gobierno zarista cuando se instalaron tribunales militares debido a su temperamento combativo que lo motivó a realizar varios atentados. Uno de ellos fue el asesinato del jefe de los principales talleres ferroviarios de la ciudad de Aleksándrovsk un tal Vasilenko, debido a que éste había entregado a más de 100 obreros al tribunal militar acusados de haber participado en el motín armado del mes de diciembre de 1905. Arshínov lo mató de un tiro de revólver cerca de los talleres y ante los ojos de una multitud de obreros, en conformidad con el juicio general de las masas obreras. Allí fue arrestado por la policía, cruelmente maltratado y dos días después condenado a la horca por los tribunales marciales. Pero su ejecución fue dilatada debido a que correspondía ser juzgado por el tribunal militar superior, lo que le dio la oportunidad de huir a Francia durante la celebración de la misa de Pascua realizada en la iglesia de la cárcel, la cual fue asaltada por los obreros el 22 de abril de 1907.
En 1909, Arshínov regresó a Rusia y fue capturado por contrabando de armas y literatura libertaria procedentes de Austria. Fue encarcelado en Moscú, donde se reunió con Néstor Majnó. Ambos hombres fueron puestos en libertad en 1917 y Arshínov se quedó en la ciudad para formar parte de la actividad de la naciente Federación de los Grupos Anarquistas de Moscú. En 1919, Arshínov se alió a Majnó y se involucró en el trabajo educativo y cultural, en donde fue redactor del periódico de los insurrectos Put k Svobode (Camino hacia la Libertad) en la zona controlada por el Ejército Revolucionario Insurreccional de Ucrania, el Territorio Libre. También fue el líder de la Confederación Nabat (Confederación de las Organizaciones Anarquistas de Ucrania). En 1921, Arshínov emigró del país tras la tercera derrota de los anarquistas, tiempo en el que él participará en el grupo Dielo Trudá de Néstor Majnó. 
Más tarde volvería a la URSS en 1934 desilusionado con el resultado del debate entre los anarquistas sobre el Proyecto. En 1938, fue detenido, acusado de fundar y dirigir una organización anarquista clandestina y ejecutado durante la Gran Purga. En palabras de Nikolái Chorbadjíev, amigo íntimo de Majnó y Arshínov "...le justificó su retorno por la ausencia de perspectivas de trabajo militante en Francia y Europa, mientras que en la URSS estaba dispuesto a entrar en el mismo Partido Comunista a fin de continuar trabajando por el anarquismo".